# Мјендзибож
Мјендзибож (пољ. Międzybórz) град је у Пољској у Војводству доњошлеском. По подацима из 2012. године број становника у месту је био 2377.

## Становништво
| 2012. |
| ----- |
| 2.377 |